# Sonja Stanić
Sonja Stanić est une ancienne joueuse de volley-ball serbe née le 24 septembre 1985 à Novi Sad. Elle mesure 1,85 m et jouait au poste d'attaquante. 

## Clubs
| Club                | De        | À         |
| ------------------- | --------- | --------- |
| Radnički Beograd    | 2000-2001 | 2002-2003 |
| Postar 064 Belgrade | 2003-2004 | 2003-2004 |
| OK Obilić           | 2004-2005 | 2004-2005 |
| Volley Star         | 2005-2006 | 2005-2006 |
| Radnički Beograd    | 2006-2007 | 2006-2007 |
| OK Vizura           | 2007-2008 | 2007-2008 |
| Aris Thessalonique  | 2008-2009 | 2009-2010 |
| Dauphines Charleroi | 2010-2011 | 2012-2013 |

## Palmarès
- Coupe de Belgique
  - Vainqueur : 2012
- Supercoupe de Belgique
  - Finaliste : 2012.